# نابنط جذاب
نابنط جذاب (الاسم العلمي:Nepenthes amabilis) هو نوع هجين غير مؤكد من النباتات يتبع جنس النابنط من الفصيلة النابنطية.